# Alem Toskić
Alem Toskić (szerbül: Алем Тоскић, Priboj, 1982. február 12. –) Európa-bajnoki ezüstérmes szerb válogatott kézilabdázó.

## Pályafutása

### Klubcsapatokban
Pályafutását szülővárosának csapatában, az RK Pribojban kezdte. 2005-ig volt a belgrádi Partizan játékosa, azt követően pedig Horvátországba, az RK Zagrebhez szerződött, ahol 2006-ban és 2007-ben bajnok és kupagyőztes lett a csapattal. 2007 és 2013 között hat éven át kézilabdázott a Celje együttesében, kétszer nyert ez idő alatt bajnoki címet, háromszor pedig kupagyőzelmet ünnepelhetett. 2013 nyarán igazolt a macedón Vardar Szkopjéhoz. Kétszeres bajnok lett a csapattal, a 2013–2014-es idényben pedig a SEHA-ligát is megnyerte a szkopjeiekkel. Ezt követően visszatért Szlovéniába, a Gorenje Velenjéhez, pályafutása utolsó csapata pedig a Csurgó volt. 2019 októberében fejezte be pályafutását, majd a csurgói csapat edzői stábjában vállalt munkát. Előbb megbízott edzőként, majd vezetőedzőként irányította a csapatot, amellyel a 2020-2021-es szezonban 5. helyen végzett a bajnokságban. 2021 nyarán a szlovén Celje edzője lett.

### A válogatottban
A szerb válogatottban 147 mérkőzésen 302 gólt ért el, szerepelt a 2012-es londoni olimpián és tagja volt az ugyancsak 2012-es, hazai pályán rendezett Európa-bajnokságon ezüstérmes csapatnak is.

## Sikerei, díjai
RK Zagreb
- Horvát bajnok: 2006, 2007
- Horvát Kupa-győztes: 2006, 2007

Celje
- Szlovén bajnok: 2008, 2010
- Szlovén Kupa-győztes: 2010, 2012, 2013
- Szlovén Szuperkupa-győztes: 2010

Vardar Szkopje
- Macedón bajnok: 2015, 2016
- Macedón Kupa-győztes: 2014, 2015, 2016
- SEHA-liga-győztes: 2014